# Sydkorea i olympiska vinterspelen 2014
Sydkorea deltog i de olympiska vinterspelen 2014 i Sotji, Ryssland, med en trupp på 71 atleter fördelat på 13 sporter.
Fanbärare av den sydkoreanska truppen på invigningen i Sotjis Olympiastadion var Lee Kyou-hyuk som tävlade i hastighetsåkning på skridskor.

## Medaljörer
| Medalj | Namn                                                            | Sport                         | Gren                         | Datum            |
| ------ | --------------------------------------------------------------- | ----------------------------- | ---------------------------- | ---------------- |
| Guld   | Lee Sang-hwa                                                    | Hastighetsåkning på skridskor | Damernas 500 meter           | 11 februari 2014 |
| Guld   | Cho Ha-ri Kim A-lang Kong Sang-jeong Park Seung-hi Shim Suk-hee | Short track                   | Damernas 3 000 meter stafett | 18 februari 2014 |
| Guld   | Park Seung-hi                                                   | Short track                   | Damernas 1 000 meter         | 21 februari 2014 |
| Silver | Shim Suk-hee                                                    | Short track                   | Damernas 1 500 meter         | 15 februari 2014 |
| Silver | Kim Yuna                                                        | Konståkning                   | Damernas singelåkning        | 20 februari 2014 |
| Silver | Joo Hyong-jun Kim Cheol-min Lee Seung-hoon                      | Hastighetsåkning på skridskor | Herrarnas lagtempo           | 22 februari 2014 |
| Brons  | Park Seung-hi                                                   | Short track                   | Damernas 500 meter           | 13 februari 2014 |
| Brons  | Shim Suk-hee                                                    | Short track                   | Damernas 1 000 meter         | 21 februari 2014 |